# Chanteloup (Eure)
Chanteloup è un comune francese di 92 abitanti situato nel dipartimento dell'Eure nella regione della Normandia.

## Società

### Evoluzione demografica
Abitanti censiti